# Internationale Cricket-Saison 1986
Die internationale Cricket-Saison 1986 fand zwischen Mai 1986 und September 1986 statt. Als Sommersaison wurden vorwiegend Heimspiele der Mannschaften aus Europa ausgetragen.

## Überblick

### Internationale Touren
| Beginn        | Heimteam | Auswärtsteam | Resultate | Resultate | Artikel |
| Beginn        | Heimteam | Auswärtsteam | Test      | ODI       | Artikel |
| ------------- | -------- | ------------ | --------- | --------- | ------- |
| 24. Mai 1986  | England  | Indien       | 0–2 [3]   | 1–1 [2]   | Artikel |
| 16. Juli 1986 | England  | Neuseeland   | 0–1 [3]   | 1–1 [2]   | Artikel |

### Internationale Touren (Frauen)
| Beginn        | Heimteam | Auswärtsteam | Resultate | Resultate | Artikel |
| Beginn        | Heimteam | Auswärtsteam | WTest     | WODI      | Artikel |
| ------------- | -------- | ------------ | --------- | --------- | ------- |
| 22. Juni 1986 | England  | Indien       | 0–0 [3]   | 3–0 [3]   | Artikel |

## Nationale Meisterschaften
Aufgeführt sind die nationalen Meisterschaften der Full Member des ICC.
| Land    | First-Class                     | List A              |
| ------- | ------------------------------- | ------------------- |
| England | County Championship 1986        | NatWest Trophy 1986 |
|         | John Player Special League 1986 |                     |
|         | Benson and Hedges Cup 1986      |                     |